# El Cabril

Distribución de las centrales nucleares y almacenes de residuos radiactivos en España.

El Cabril es el único almacén definitivo de residuos radiactivos de muy baja (RBBA), baja y media actividad (RMBA) de España. Está  situado  en  Sierra Albarrana en el municipio de Hornachuelos (Córdoba), aunque las poblaciones más próximas corresponden al municipio de Fuente Obejuna.  
Inicialmente era una antigua mina de uranio que se abandonó en 1956 al agotarse, propiedad de la Junta de Energía Nuclear (JEN). Algunas de sus galerías se aprovecharon para almacenar los pocos residuos radiactivos que en esa época se producían en el centro Juan Vigón que la JEN tenía en Madrid. También se empezó a usar para almacenar algunas fuentes en desuso de aplicaciones médicas e industriales. Con la construcción de CC NN en España (la primera es Zorita, de 1968) el volumen de residuos RMBA aumento sustancialmente.  En 1986 la gestión el almacén paso de la JEN a ENRESA. Se construyeron grandes naves, a las que se trasladaron los bidones almacenados en las galerías mineras.  Más adelante se construyó el almacén actual que empezó a operar en 1992. Hasta el 31 de diciembre de 2023 en El Cabril se han almacenado 61 827 m³ de residuos. Esta cantidad se verá sustancialmente aumentada en los próximos años, debido al cierre previsto de las centrales nucleares en España. Gran parte de los residuos generados en el desmantelamiento se trasladarán a El Cabril.

## Los inicios
En la década de 1930, el ingeniero de minas Antonio Carbonell Trillo-Figueroa (1885-1947) descubre alrededor de 1935 yacimientos de uranio en Sierra Albarrana que estimó en 800 toneladas en 1941. En años posteriores se convertiría en una explotación minera propiedad de la Junta de Investigaciones Atómicas (JIA), promovida por el general Otero Navascués. De la JIA surge la Junta de Energía Nuclear (JEN), creada en 1951,  que se hizo cargo del yacimiento, incluso se construyó un poblado para los trabajadores. Las cantidades extraídas fueron disminuyendo y en 1956 se decretó el cierre de las minas. Algunas de sus galerías se aprovecharon para almacenar los pocos residuos radiactivos que en esa época se producían en el centro Juan Vigón que la JEN tenía en Madrid, principalmente  procedentes de las investigaciones con un reactor nuclear cedido por Estados Unidos. 
Los primeros residuos producidos en el Centro Juan Vigón fueron acondicionados utilizando técnicas de incorporación en asfalto, pero poco después decidió su incorporación en una matriz de cemento acondicionados en bidones de 220 litros para ser trasladados a algún lugar. Como no existían ningún plan para su gestión, el régimen franquista decidió trasladarlos a El Cabril, en concreto a la conocida como mina Beta de El Cabril.
Más adelante la necesidad de tratar y almacenar los residuos de distintas procedencias que utilizan isótopos o fuentes radiactivas (centros de investigación, industrias, hospitales) llevó al JEN a instalar en el lugar una planta piloto de tratamiento de residuos sólidos y líquidos, con capacidad de almacenamiento seguro de 900 bidones.
Al agotarse rápidamente el espacio de almacenamiento, se decidió homogeneizar los bidones y los sistemas de almacenamiento, por lo que se decide la construcción de tres módulos para almacenamiento temporal en superficie, con una capacidad de 5000 bidones cada uno.
Con el inicio de actividades de las centrales nucleares que empezaban a funcionar en España a partir de 1969, se ve la necesidad de que estas construyesen almacenes en sus instalaciones para albergar sus propios residuos, a la espera de decidir un lugar centralizado y apropiado donde trasladarlos.

### Gestión por parte de ENRESA
En junio de 1984 se aprobó la creación de una empresa pública para que se encargase de la gestión de los residuos nucleares y radiactivos. En junio de 1985 se constituye ENRESA (Empresa Nacional de Residuos Radiactivos S.A.) a la que el JEN transfirió El Cabril a finales de año que paso a gestionarlo el 1 de enero de 1986.
Tras solicitar permiso, la empresa reacondicionó los residuos en nuevos bidones de 400 litros y los colocó en la celda número 1 de la plataforma Norte de almacenamiento.
En 1990 se puso la primera piedra de las actuales instalaciones, con un proyecto autorizado por orden ministerial que pretendía poner fin a las irregularidades que la instalación había sufrido desde sus inicios, siendo inauguradas oficialmente en octubre de 1992.
El 2 de febrero de 2010, los vecinos de los Hornachuelos se volvieron a manifestar y pidieron formalmente una reunión con el ministro de Industria, Miguel Sebastián, y con el que fuera en su momento consejero andaluz de Presidencia, Antonio Ávila, para revisar la asignación económica que reciben en compensación.  
A través de ENRESA los ayuntamientos reciben una compensación económica (Orden TED/295/2023) que en el caso de El Cabril han sido de 104 millones hasta 2023 y se prevé que reciban 231 M€ hasta 2073, que equivale a un promedio de 4,6 millones/año.

## Autorización de almacenamiento de residuos de origen nuclear y proceso judicial
El 3 de marzo de 1987 el Ministerio de Industria y Energía autorizaba a ENRESA a instalar temporalmente en este depósito 5000 bidones de residuos de baja y media actividad, procedentes de las centrales nucleares de Santa María de Garoña (Burgos) y Zorita (Guadalajara). Los bidones serían introducidos bajo tierra a escasa profundidad y se recubrirían con una capa de hormigón.
En noviembre de 1987 se aprobó el primer Plan de Residuos Radiactivos, por el que se permitía la ampliación para recibir todos los residuos de media y baja intensidad que se produjesen en España (incluidos los nucleares de baja y media actividad) hasta finales del año 2000, así como una planta de acondicionamiento de residuos para sustituir las operaciones que hasta este momento se venían realizando en Madrid en los laboratorios de CIEMAT (organización heredera de las actividades del JEN). Ante este plan, el municipio de Hornachuelos convocó una huelga general el 21 de diciembre en contra del cementerio, que fue secundada por todo el pueblo.
El 13 de enero de 1989 el Consejo de ministros aprueba el segundo Plan de Residuos Radiactivos, en el que se contempla el almacenamiento de 60.000 m³ en El Cabril, cejando en la búsqueda de otra localidad donde ubicar un segundo almacén previsto en el primer plan.
El 15 de diciembre de 1988 la Asociación Ecologista de Defensa de la Naturaleza (AEDENAT) envió al director general de Energía un escrito en el que solicitaba la clausura de las instalaciones por ser contrarias a la legalidad vigente con respecto al almacenamiento de materiales nucleares, cancelar los traslados que se hubieran autorizado desde centrales nucleares y abstenerse de autorizar la ampliación de las instalaciones salvo cumpliendo la legalidad vigente. El silencio administrativo llevó a esta asociación a interponer un contencioso administrativo sobre el que la sección novena de la Sala de lo Contencioso-Administrativo del Tribunal Superior de Justicia de Madrid dictó sentencia el 5 de junio de 1996, por la que declaraba estas actuaciones como ilegales, al estar El Cabril licenciado como instalación radiactiva de tercera categoría y no ser una instalación nuclear. Unos días después, el Ministerio de Industria y Energía hizo pública una nota oficial en la que afirmaba que el cementerio nuclear de El Cabril estaba perfectamente legalizado y que cumplía con lo requerido en el fallo de la sentencia, al amparo de las órdenes ministeriales de 31 de octubre de 1989 por la que se autoriza a ENRESA a ampliar la instalación y de 9 de octubre de 1992 por la que se autoriza la puesta en marcha de las nuevas instalaciones. Añade que la sentencia del Tribunal Superior aborda el problema administrativo de carácter histórico, resuelto por las citadas órdenes ministeriales de ampliación. El ministerio recurrió la sentencia ante el Tribunal Supremo.
El informe sobre los residuos radioactivos de Greenpeace (2010)  advierte que tantas medidas de prevención demuestran, que el riesgo de filtración es algo más que una teoría. Y recuerda que la dosis de superficie emitida por un bidón como los enviados a El Cabril superaría varias veces el límite anual admisible para un ser humano.

## Características
Las instalaciones inauguradas en 1992 cuentan con más de 1100 hectáreas de superficie, de las cuales sólo se encuentran ocupadas veinte. Diez se destinan a laboratorios, oficinas y una fábrica de contenedores de hormigón y en las otras diez están ubicados sus dos cementerios.

### Instalaciones
El almacén centralizado de El Cabril cuenta con dos zonas diferenciadas por funciones: la zona de edificios y la zona de almacenamiento. Esta separación permite un desarrollo eficaz de las actividades, facilitando el seguimiento y control de las mismas y diferenciando las zonas con reglamentación radiológica.
Las instalaciones de El Cabril se caracterizan por:
- Automatismo: capacidad para operar desde una sala de control, minimizando la exposición de  los trabajadores.
- Resistencia sísmica: capacidad para tolerar terremotos previsibles en la zona.
- Solidificación: capacidad para almacenar todos los residuos en forma sólida.

## Sepultamiento
Cuando el almacén complete su capacidad (cerca del año 2030) está previsto cubrirlo totalmente con tierra, que será repoblada con vegetación. Toda la masa de hormigón que quedará sepultada bajo tierra está diseñada para soportar terremotos de grado 8 en la escala de Richter.
Además se pondrá en marcha un programa de control y vigilancia, durante un plazo máximo de 300 años, que garantizará la durabilidad del almacenamiento e impedirá cualquier intrusión antes de que concluya ese período.

## Proceso de residuos

### Baja y media actividad
Los residuos de baja y media actividad generados en cualquier punto de España llegan a El Cabril y se descargan en un edificio de acondicionamiento o en alguno de los almacenes temporales.
La mayoría de ellos, generados en las centrales nucleares, llegan acondicionados. Los que proceden de hospitales, centros de investigación o industrias, son tratados y acondicionados en las propias instalaciones de El Cabril.
Los bidones recibidos se introducen en contenedores de hormigón cuya capacidad es de 18 bidones de 220 litros.
Cuando un contenedor se llena, sus bidones se inmovilizan mediante mortero inyectado. Este bloque compacto se introduce en la celda de almacenamiento, que es una estructura de hormigón armado. Una vez completa la celda de almacenamiento con 320 contenedores, se construye la losa superior de cierre con hormigón armado y se impermeabiliza. Cada una de las 28 celdas de almacenamiento tiene un sumidero conectado con la red de control de infiltraciones, situada bajo las plataformas. Esto permite detectar posibles filtraciones de agua para que, en caso de producirse, puedan subsanarse. Una vez completa la capacidad de las plataformas, se taparán con una última cobertura formada por diferentes capas, siendo la última de tierra vegetal, buscando su integración en el entorno. En este momento comenzará la fase de vigilancia y control del emplazamiento durante 300 años. 

### Muy baja actividad
Los residuos radiactivos de muy baja actividad son materiales sólidos, generalmente chatarras y escombros, que están mínimamente contaminados con isótopos radiactivos.
Pueden llegar a la instalación en sacas, bidones o contenedores y almacenarse directamente en la estructura específica de almacenamiento, o pasar primero al área destinada a su tratamiento, si fuera necesario.
Cuando se complete cada estructura, se cubrirá con diferentes capas, siendo la última de tierra vegetal para su integración en el entorno.
En este momento comenzará la fase de vigilancia y control del emplazamiento durante 60 años.